# Hampton (Karolina Południowa)
Hampton – miasto w Stanach Zjednoczonych, w stanie Karolina Południowa, w hrabstwie Hampton.